# Csorba Sándor
Szakátsi Csorba Sándor (Fonyód, Somogy vármegye, 1897. szeptember 5. – ?) magyar földbirtokos, jogi doktor, mezőgazdász, országgyűlési képviselő.

## Élete
1897-ben született Fonyódon, Csorba Ferenc és Kacskovics Ida fiaként, vallása római katolikus. Anyai és apai ági felmenői is régi Somogy vármegyei nemes családok tagjai voltak. Középiskolái elvégzése után a budapesti tudományegyetemen jogi és államtudományi oklevelet szerzett, majd elvégezte a magyaróvári mezőgazdasági akadémiát is.
Az első világháborúban mint tartalékos ulánus főhadnagy vett részt, teljesített szolgálatot az olasz, az orosz és a román fronton is. Két alkalommal meg is sebesült, a háború utolsó hónapjaiban pedig olasz fogságba került. Vitézségéért több ízben is kitüntették.
Hazatérve családi birtokain kezdett gazdálkodni, majd rövidesen bekapcsolódott a megyei közéletbe, de főleg mezőgazdasági témákban fejtett ki komolyabb aktivitást; ilyen tárgyú írásai szaklapokban is megjelentek. Alelnöke lett az Alsódunántúli Mezőgazdasági Hitelszövetkezetnek és az Alsódunántúli Mezőgazdasági Kamara közgazdasági szakosztályának, illetve tagja volt Somogy vármegye törvényhatósági bizottságának. 
Az országos közéletbe az 1930-as évek elején kapcsolódott be, amikor az Egységes Párt területi szervezete elnökének választották meg. 1939-ben elindult az az évi országgyűlési választáson is, az addigra többször átalakult és kétszer nevet is váltott párt, a Magyar Élet Pártja jelöltjeként, a marcali választókerületben, és egyetlen, nemzetiszocialista ellenjelöltjével szemben nagy többséggel szerzett győzelmet. Formai hibák miatt a Közigazgatási Bíróság megsemmisítette a választás eredményeit, de az új választáson még nagyobb szavazattöbbséggel győzött.

## Magánélete
1931. augusztus 22-én Igalon kötött házasságot, felesége Svastics Márta Magdolna Mária volt.